# Baby Face Harrington
Baby Face Harrington is een Amerikaanse filmkomedie uit 1935 onder regie van Raoul Walsh.

## Verhaal
De sullige boekhouder Willie Harrington werkt op een bank. Als daar een bankroof plaatsvindt, raakt hij er ongewild bij betrokken. De zaken lopen uit de hand, wanneer de politie hem ervan verdenkt dat hij het brein is achter de overval.

## Rolverdeling
| Acteur              | Personage      |
| ------------------- | -------------- |
| Charles Butterworth | Willie         |
| Una Merkel          | Millicent      |
| Harvey Stephens     | Ronald         |
| Eugene Pallette     | Oom Henry      |
| Nat Pendleton       | Rocky          |
| Ruth Selwyn         | Dorothy        |
| Donald Meek         | Skinner        |
| Dorothy Libaire     | Edith          |
| Edward J. Nugent    | Albert         |
| Robert Livingston   | George         |
| Stanley Fields      | Mullens        |
| Raymond Brown       | McGuire        |
| Wade Boteler        | Glynn          |
| Bradley Page        | Dave           |
| Richard Carle       | Rechter Forbes |